# Peerless (Boston)
Peerless is een Amerikaans historisch merk van motorfietsen.
De bedrijfsnaam was: Peerless Motorcycle Co. Boston, Massachusetts.
Peerless bouwde vanaf 1913 robuuste eencilinders en V-twins van 4, 5 en 8 pk met eigen motoren en asaandrijving. Peerless was ook verbonden met Champion in St. Louis. Hoewel volgens sommige bronnen de productie pas in 1913 begon, wordt er ook melding gemaakt van "oude" MM-eencilinders die tot 1912 door Peerless als "Peerless Junior" werden geproduceerd. Als restpartij zou de machine zelfs tot 1915 door Peerless verkocht zijn. De productie van Peerless in Boston eindigde in 1916.